# 仙台市立第一中学校
仙台市立第一中学校（せんだいしりつ だいいちちゅうがっこう）は、宮城県仙台市青葉区八幡四丁目にある公立中学校である。通称は「一中」（いっちゅう）もしくは「仙台一中」（せんだいいっちゅう）。「大崎八幡宮」「龍宝寺」に隣接している。
全国でも珍しい公立の私服中学校である。ただし、ジャージは全員所持し、制服も希望者は購入制となっている（宮城県内ではこの他、利府町立しらかし台中学校でも、この例がある）。

## 沿革
- 1947年（昭和22年）4月1日 - 創立
- 1985年（昭和60年）4月 - 折立中学校が分離・開校

## 学区
八幡小・国見小学区

## 所在地
- 宮城県仙台市青葉区八幡4-16-1

## 教育目標
- 自律（自分で判断し、実行する生徒）
- 連帯（思いやりを持ち、協力する生徒）
- 向上（前向きに努力する生徒）

## 部活動
- 運動部

野球(男女)、ソフトボール(女子)、サッカー、陸上、ソフトテニス、バスケットボール、バドミントン、バレーボール、卓球、剣道、水泳(、体操)
- 文化部

美術、吹奏楽、合唱、科学、コンピュータ
中でも合唱部や吹奏楽部は全国などに出場することも多く、直近には平成30年に第66回全日本吹奏楽コンクールで銅賞を獲得している。また、合唱部は令和4年の宮城県政150周年記念式典で県民歌「輝く郷土」を合唱したほか、2023年に香川県レクザムホールで行われた第76回全日本合唱コンクールで金賞および高松市教育委員会教育長賞を獲得している。

## 校友会
- 校友会とは、生徒会のことであり、会長を2年から、副会長を2年と1年から1人ずつ選出する。また、その他事務局員若干名を加える。
- 最も決定権のあるのが、毎年5月に行われる校友会総会である。学級委員や執行部員、そして各委員会委員長と各部活動部長も出席し、学校の課題を話し合う。
- 次に決定権のあるのが、毎月開催される中央委員会である。学級委員や執行部員、そして各委員会委員長らが出席する。校内第二の議決機関として、執行部の政策決定に大きく貢献している。

## 校友会の決定
一中では、校友会の決定により、以下のことが実現した。
- 制服の廃止（時期不明）
- ペットボトルに限りスポーツ飲料の持ち込み可（2018年頃）
- 教室に鍵をかけ、盗難を防止した上での置き勉可（2022年1月）

尚、上記のことは条件がついている。

## その他
かつては吉成や折立地区からも生徒が通学していたが、バスによる遠距離通学のためそれぞれの地区に中学校開校の機運が高まり、1980年代に入りそれぞれ吉成中学校と折立中学校が開校となった。
なお、自転車通学は禁止となっている。

## 卒業生
- 佐藤冴香 - ロンドンオリンピックバドミントン日本代表
- 八重樫葵 - 元福島テレビアナウンサー
- 伊藤駿 - プロバスケットボール選手
- 畠山俊樹 - プロバスケットボール選手
- 栁俊太郎 - モデル、俳優